# Zabavljanje
Zabavljanje je faza romantičnih odnosa kod ljudi u kojoj se dvoje ljudi susreću na društvenim mrežama sa ciljem da procene podobnost drugog kao potencijalnog partnera u intimnoj vezi. To je oblik udvaranja, koji se sastoji od društvenih aktivnosti koje par obavlja sam ili sa drugima. Protokoli i prakse upoznavanja i termini koji se koriste za opisivanje značajno variraju od zemlje do zemlje i tokom vremena. Iako ovaj pojam ima nekoliko značenja, najčešća upotreba odnosi se na dvoje ljudi koji istražuju da li su romantično ili seksualno kompatibilni učestvujući u sastancima jedno sa drugim. Upotrebom savremene tehnologije ljudi se mogu sastajati telefonom ili računarom ili se lično upoznaju.
Zabaljanje takođe može da obuhvata dvoje ili više ljudi koji su već odlučili da dele romantična ili seksualna osećanja jedni prema drugima. Ti se ljudi redovno sastaju i mogu imati ili ne moraju imati seksualne odnose. Ovaj period udvaranja ponekad se vidi kao preteča zarukama.

## Istorija
Zabavljanje kao institucija relativno je nedavna pojava koja se uglavnom pojavila u poslednjih nekoliko vekova. Sa stanovišta antropologije i sociologije, zabavljanje se povezuje sa drugim institucijama, kao što su brak i porodica, koje se takođe brzo menjaju i koje su bile podložne mnogim silama, uključujući napredak tehnologije i medicine. Kako su ljudska društva evoluirala iz lovaca-sakupljača u civilizovana društva, došlo je do značajnih promena u odnosima među ljudima, s tim što je možda jedna od nekoliko preostalih bioloških konstanti bila da odrasle žene i muškarci moraju imati seksualne odnose da bi došlo do ljudske reprodukcije.
Ljudi su upoređeni sa drugim vrstama u pogledu seksualnog ponašanja. Neurobiolog Robert Sapolski je konstruisao reproduktivni spektar na kojem su suprotni polovi prikazani kao turnirske vrste, u kojima se mužjaci žestoko nadmeću za reproduktivne privilegije sa ženkama i aranžmane veza parova, u kojima će se mužjak i ženka doživotno vezati. Prema Sapolskom, ljudi su donekle u sredini ovog spektra, u smislu da ljudi formiraju formu veze parova, ali postoji mogućnost varanja ili menjanja partnera. Ovi obrasci ponašanja za pojedine vrste pružaju kontekst za aspekte ljudske reprodukcije, uključujući zabavljanje. Međutim, jedna osobina ljudske vrste je da se veze parova često formiraju, a da im reprodukcija nije nužno cilj. U današnje vreme, naglasak na instituciji braka, koja se generalno opisuje kao muško-ženska veza, mada su njome obuhvaćene i bračne veze formirane od istopolnih i transrodnih parova, i da se mnogi heteroseksualni parovi doživotno vezuju bez potomstva, ili da su često parovi koji imaju potomstvo odvojeni. Stoga se koncept braka uveliko menja u mnogim zemljama.
Istorijski, brakove su mnogim društvima ugovarali roditelji i stariji srodnici pri čemu ljubav nije bila cilj već potomstvo i „ekonomska stabilnost i političko savezništvo”, po tvrdnjama antropologa. Shodno tome, bilo je malo potrebe za privremenim probnim periodom, poput izlaska pre nego što je između muškarca i žene uspostavljena trajna unija koja je priznata u zajednici. Iako su parovi različitih oblika u većini društava prepoznati kao prihvatljiv društveni aranžman, brak je bio rezervisan za heteroseksualne parove i imao je transakcijsku prirodu, gde su supruge u mnogim slučajevima bile oblik imovine koja se razmenjivala između oca i muža, i koja bi imala da služi funkciji reprodukcije. Zajednice su vršile pritisak na ljude da formiraju veze parova u mestima kao što je Evropa; u Kini je društvo „zahtevalo da se ljudi venčaju pre nego što su imali seksualni odnos” a mnoga su društva otkrila da je neka formalno priznata veza između muškarca i žene najbolji način vaspitavanja i obrazovanja dece, kao i pomoć u izbegavanju sukoba i nesporazuma u vezi sa konkurencijom za polne partnere.
Generalno, tokom većeg dela pisane istorije ljudskih civilizacija, pa i u srednjem veku u Evropi, venčanja su viđena kao poslovni dogovori između porodica, dok je romansa bila nešto što se dešavalo van braka diskretno, poput prikrivenih sastanaka. Knjiga Umetnost dvorske ljubavi iz 12. veka savetovala je da „istinska ljubav ne može da ima mesto između muža i žene”. Prema jednom stajalištu, tajni sastanci muškaraca i žena, uglavnom van braka ili pre braka, bili su preteča današnjeg zabavljanja.
Od oko 1700. godine došlo je do nastanka svetskog pokreta koji je opisan kao „osnaživanje pojedinca”, što je vodilo ka većoj emancipaciji žena i jednakosti pojedinaca. Muškarci i žene su postali ravnopravniji u političkim, finansijskim i društvenim situacijama u mnogim zemljama. Žene su na kraju stekle pravo glasa u mnogim zemljama, pravo da poseduju imovinu i podležu jednakom zakonskom tretmanu, a ove promene duboko su uticale na odnose muškaraca i žena. Roditeljski uticaj je opao. U mnogim društvima pojedinci su mogli sami da odluče - da li će se venčati, za koga bi se venčali i kada bi se trebali venčati. Pre nekoliko vekova zabavljanje je ponekad opisivano kao „ritual udvaranja u kome su mlade žene zabavljale džentlmene udvarače, uglavnom u kući, pod budnim okom šaperona”, ali sve više je to u mnogim zapadnim zemljama postajalo samopokretana aktivnost sa dvoje mladih koji zajedno izlaze kao par u javnosti. Ipak, zabavljanje se značajno razlikuje po naciji, običajima, verskom vaspitanju, tehnologiji i društvenoj klasi, a važni izuzeci u vezi sa slobodama pojedinca i dalje ostaju, jer mnoge zemlje i danas praktikuju ugovorene brakove, zahtevaju miraz i zabranjuju istopolne parove. Iako su u mnogim zemljama bioskopi, restorani i sastanci u kafićima i drugim mestima sada popularni, kao i knjige saveta koje predlažu različite strategije za muškarce i žene, u drugim delovima sveta, kao što su Južna Azija i mnogi delovi sa Bliskog Istoka, pojavljivanje parova u javnosti se ne odobrava, i može da dovede do društvene osude osobe.
U dvadesetom veku zabavljanje se ponekad doživljavalo kao preteča braka, ali se takođe moglo smatrati ciljem samom po sebi, odnosno neformalnom društvenom aktivnošću sličnom prijateljstvu. To se uglavnom dešavalo u delu života osobe pre braka, ali kako je brak sa pojavom razvoda postao manje trajan, zabavljanje se moglo događati i u drugim vremenima u životima ljudi. Ljudi su postali pokretniji. Brz razvoj tehnologije igrao je veliku ulogu: nova tehnologija komunikacija poput telefona, interneta i tekstualnih poruka omogućila je dogovaranje sastanaka bez kontakta licem u lice.

## Starosne grupe
U zabavljanju mogu uzeti učešća osobe iz većine starosnih grupa sa mogućim izuzećem male dece. Opisano je zabavljanje tinejdžera i preadolescenata. Prema CDC-u, tri četvrtine učenika osmog i devetog razreda u Sjedinjenim Državama izjavilo je da učestvuju u „izlascima”, mada je nejasno šta se zapravo podrazumeva pod ovim pojmom. Jedna studija iz 2018. godine u časopisu Žurnal mladih i adolescencije (engl. Journal of Youth and Adolescence) ustanovila je da ozbiljni izlasci među tinejdžerima mogu negativno uticati na raspoloženje tinejdžera. To je najverovatnije posledica nepotpunog kognitivnog i emocionalnog razvoja tinejdžera što uzrokuje nedostatak sposobnosti da se nose sa izazovnim aspektima romantičnih odnosa.
Mladi su izloženi mnogima opcijama zabavljanja tokom svog perioda u srednjoj školi, koledžu ili na univerzitetu. Postoje anegdotski dokazi da je tradicionalno javno zabavljanje parova među mlađim naraštajima u Sjedinjenim Državama naglo opalo u korist manje intimnih seksualnih susreta, koji se opisuju kao kratka seksualna iskustva „bez obaveza", mada postoje znatne razlike u gledištima na ovaj trend. Zabavljanje se zaobilazi i vidi se kao arhaično, a veze se ponekad vide kao „pohlepne„” u smislu oduzimanja vremena od drugih aktivnosti, iako se ekskluzivne veze formiraju kasnije. Neke fakultetske novine su osudile nedostatak izlazaka na kampusima nakon objavljivanja studije iz 2001. godine, a konzervativne grupe su promovisale „tradicionalna” druženja. Kad su mladi u školi, oni imaju puno pristupa ljudima svojih godina i nisu im neophodni alati kao što su onlajn veb sajtovi ili usluge upoznavanja. Kineski pisac Lao Vaj, pišući zavičajnim Kinezima o Americi, smatrao je da su fakultetske godine bile „zlatno doba zabavljanja” za Amerikance, kada se oni upuštaju u takve interakcije više nego u bilo koje drugo vreme u svom životu. Postoje indikacije da su ljudi u svojim dvadesetim godinama manje fokusirani na brak, nego na karijeru.

## Literatura
- Sizer-Webb, Frances; Eleanor Noss DeBruyne; Linda Kelly DeBruyne (2000). Health: Making Life Choices. Glencoe/McGraw-Hill. стр. 499—500.
- Havelin, Kate (2000). Dating: What Is a Healthy Relationship?. Capstone Press.
- Dowell, Max (2014). Changing The Dating Game. Owlets Media.
- Hicks, Marie (2016). „Computer Love: Replicating Social Order Through Early Computer Dating Systems”. Ada: A Journal of Gender, New Media, and Technology, adanewmedia.org.